# Evippa praelongipes
Evippa praelongipes là một loài nhện trong họ Lycosidae.
Loài này thuộc chi Evippa. Evippa praelongipes được Octavius Pickard-Cambridge miêu tả năm 1870.